# Wanderer Puppchen
De Wanderer Puppchen was een serie kleine open toerwagens die door de Duitse autoconstructeur Wanderer-Werke in 1912 op de markt gebracht werd.

## Naamgeving
Het autootje kreeg al snel de naam Puppchen (Nederlands: "poppetje"), vermoedelijk afgeleid van een operette uit 1912 van Jean Gilbert. De officiële naam was echter Wanderer W1 5/12 PS.  De "W1" weerspiegelde het feit dat het de eerste auto was die aangeboden werd door de firma Winklhofer & Jaenicke die in 1911 de merknaam Wanderer had aangenomen voor hun motorvoertuigen. De "5" was het aantal fiscale PK gebaseerd op het motorvermogen en de "12" was het werkelijke motorvermogen uitgedrukt in PK.

## Modellen
De Wanderer W1 5/12 PS werd aangedreven door een 1,15-liter vier-in-lijnmotor die 12 pk leverde en de achterwielen aandreef via een handgeschakelde drieversnellingsbak rechts, de versnellingspook bevond zich in het interieur aan de rechterkant. De wagen had twee zetels achter elkaar en twee deuren aan de linkerkant.
In 1913 verscheen de Wanderer W2 5/15 PS met een iets grotere motor van 1,22-liter met 15 pk. Naast de tandemopstelling van de zetels (model H) was er ook een tweezitter leverbaar met naast elkaar geplaatste zetels (model N). Beide uitvoeringen hadden geen deuren aan de rechterkant.
De derde versie, de Wanderer W3 5/15 PS, verscheen in 1914 met een nog grotere motor van 1,29-liter en eveneens 15 pk. Naast de tweezitters was er nu ook een uitvoering met een driezitsbank (model Nv). De auto werd tot 1919 in deze configuratie geproduceerd.
De Wanderer W4 5/15 PS verscheen pas na de Eerste Wereldoorlog. Opnieuw werd de cilinderinhoud van de motor iets vergroot tot 1,3-liter, wat een vermogen van 17 pk opleverde. Bovendien was de motor voortaan een kopklepmotor in plaats van een kop/zijklepmotor. De tandem tweezitter (model H) werd uit het aanbod geschrapt.
In 1925 kreeg de auto opnieuw een facelift. De Wanderer W8 5/20 PS behield dezelfde motor, maar die leverde nu 5 pk meer. Het tweezittermodel (model N) werd niet langer aangeboden, maar naast de driezitter kon de W8 voortaan ook als vierzitter geleverd worden.
De productie van de Puppchen eindigde in 1926 zonder opvolger na ongeveer 9000 exemplaren. Ondertussen domineerde de Opel 4 PS de markt voor kleine auto's. Wanderer zag geen nut in het ontwikkelen van een concurrent voor de Opel en richtte zich met de W10 en de W11 meer op de middenklasse.

## Fotogalerij

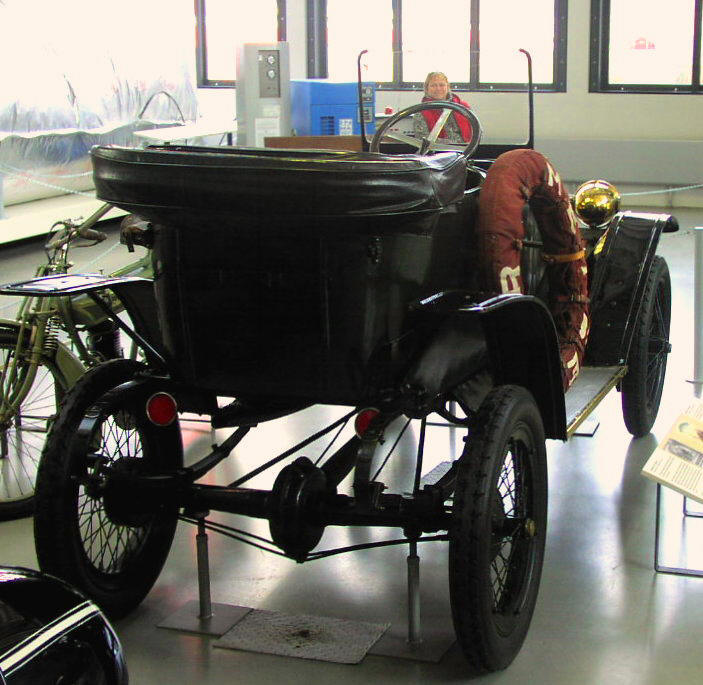
Wanderer W1 5/12 PS, achteraanzicht
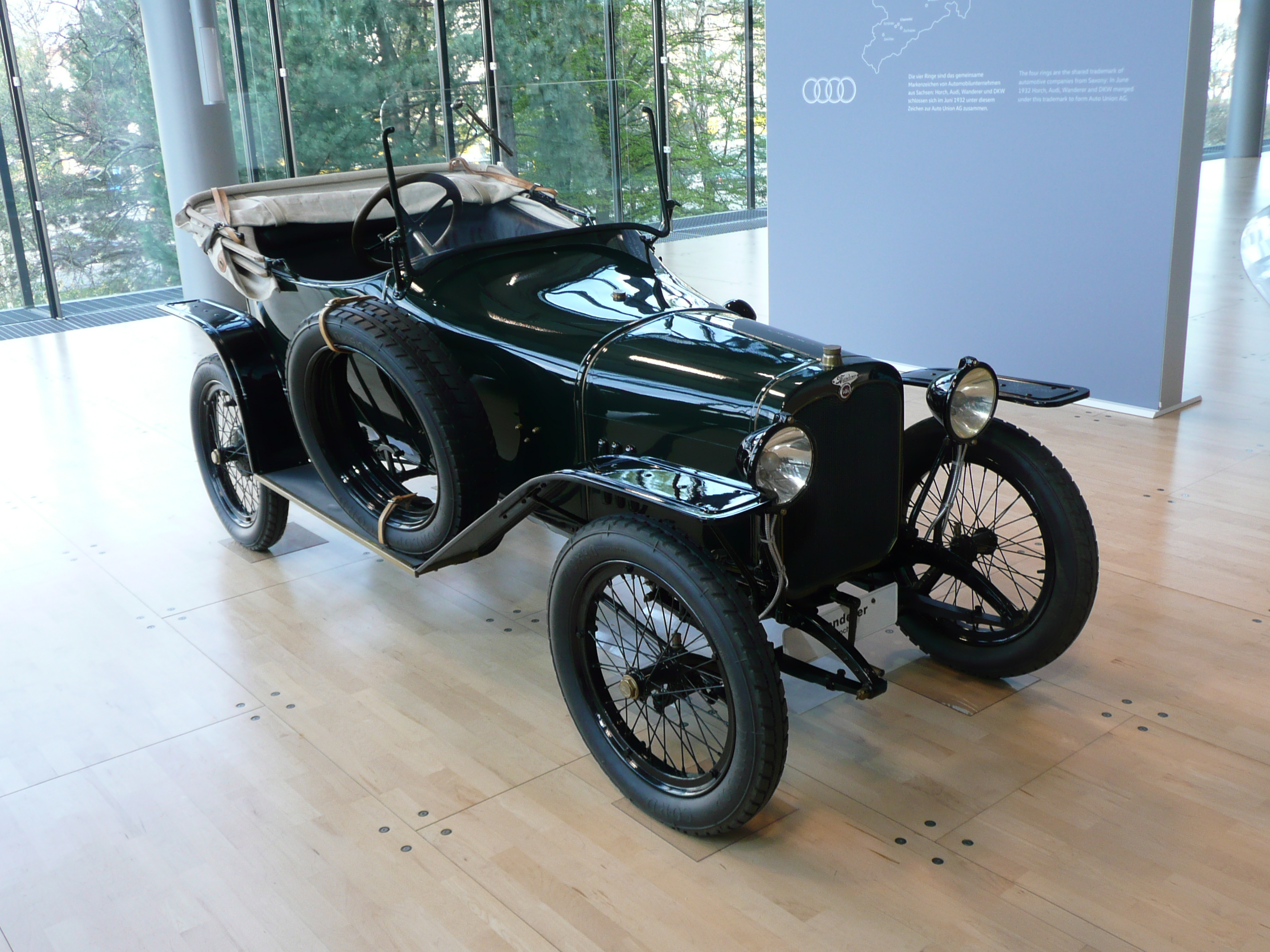
model N met zitplaatsen naast elkaar
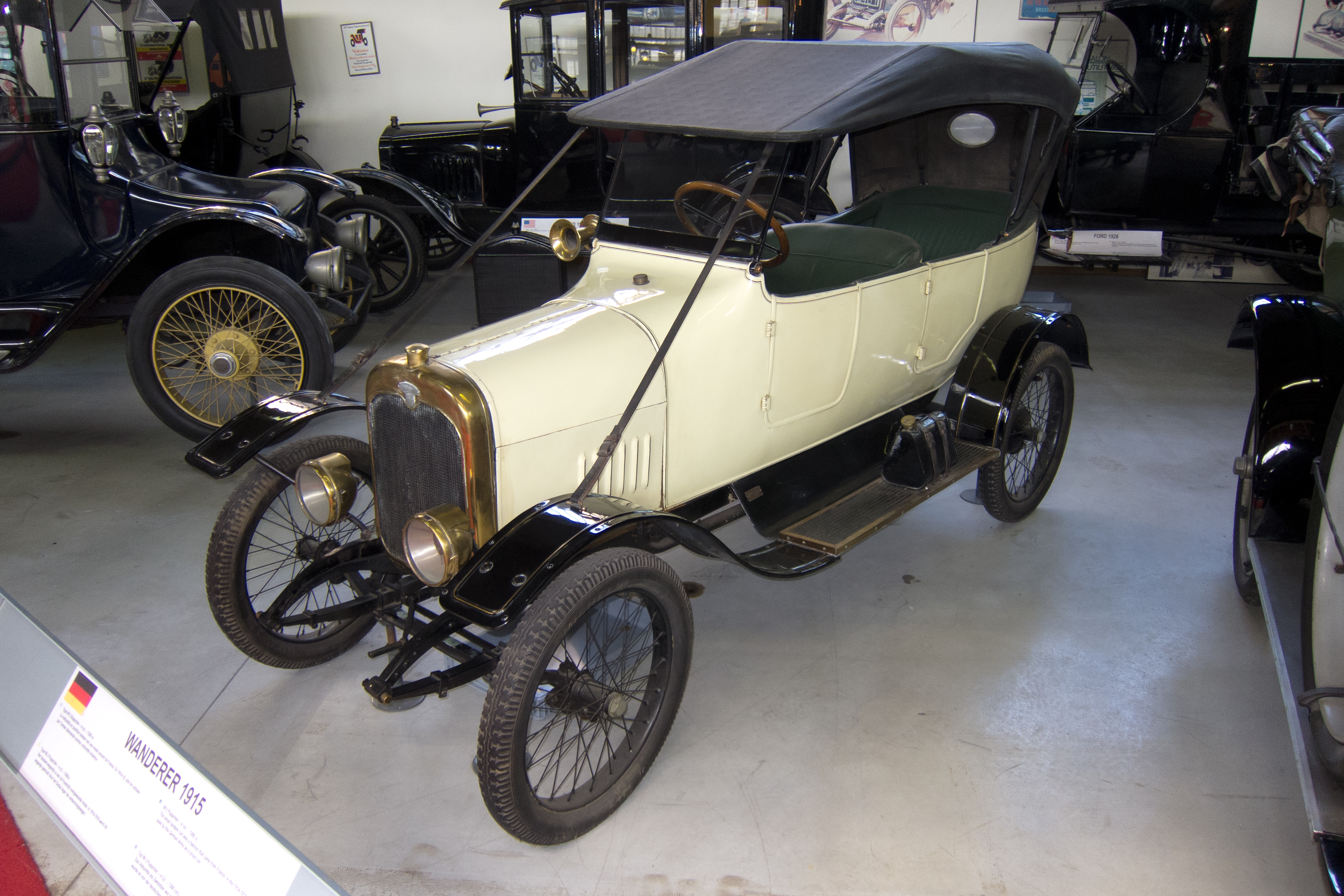
Wanderer W3 5/15 PS
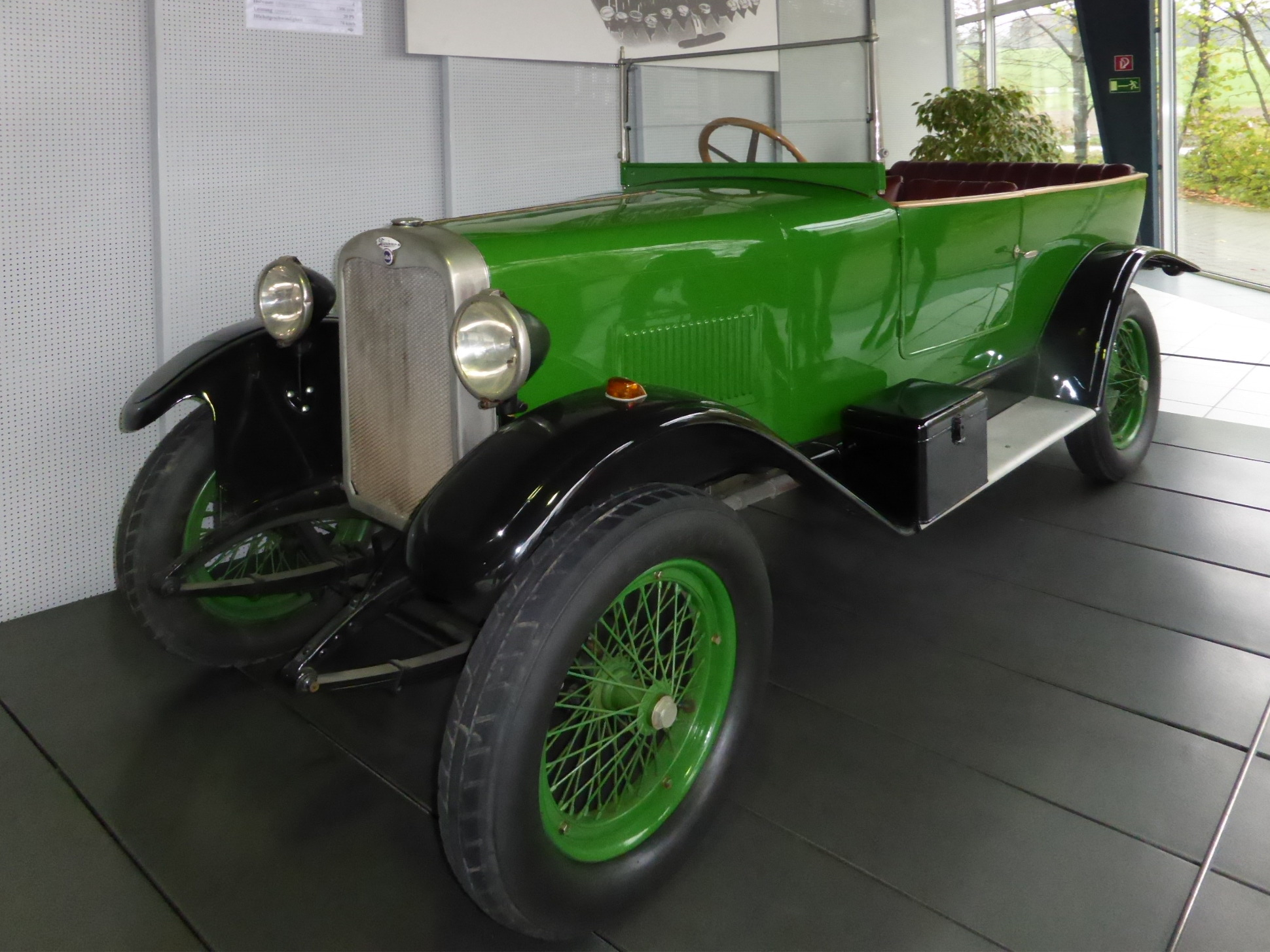
Wanderer W8 5/20 PS